# Corredor de Melilla
El Corredor de Melilla es un espacio aéreo por donde transcurre el tráfico aéreo entre Melilla y la Península.
Las operaciones entre el Aeropuerto de Melilla y la Península se realizan a lo largo del Corredor de Melilla. El AIP ENR 2.1 clasifica este Corredor como espacio aéreo no controlado (Clase G), especificando que los vuelos a FL60 o inferior estarán bajo la jurisdicción de Sevilla ACC, y los vuelos a FL70 o superior estarán bajo la jurisdicción de Casablanca ACC. Según SERA, en espacio aéreo Clase G: Los vuelos IFR y VFR están permitidos y reciben servicio de información de vuelo si lo solicitan. Todos los vuelos IFR estarán en condiciones de establecer comunicaciones aeroterrestres por voz. Se aplica una limitación de velocidad de 250 nudos IAS a todos los vuelos por debajo de los 3050 m (10.000 ft) AMSL, excepto cuando lo apruebe la autoridad competente para tipos de aeronaves que, por razones técnicas o de seguridad, no puedan mantener esa velocidad. No es necesario una autorización ATC.
El Corredor de Melilla tanto su parte superior como su parte inferior está clasificado como "Espacio Aéreo G", lo que significa que es espacio aéreo no controlado. Melilla tiene la peculiaridad de que su maniobra de aproximación está comprendida en su mayor parte en espacio aéreo no controlado, y sólo está controlado en su tramo final. Una peculiaridad extremadamente infrecuente y única en España. En los aeropuertos no controlados (como Burgos, Huesca, La Seu, o incluso La Gomera), la maniobra de aproximación empieza en Espacio Aéreo Controlado, y es sólo su tramo final el que no es controlado. En este caso es al revés.